# John E. Amoore
John Earnest Amoore (ur. 1930, zm. 1998) – brytyjski biochemik, teoretyk percepcji wrażeń węchowych oraz przedsiębiorca. Najlepiej znanym dokonaniem J.E. Amoore’a jest sformułowanie popularnej „stereochemicznej teorii zapachu”, opartej na koncepcji siedmiu rodzajów „gniazdek receptorowych”, odpowiedzialnych za powstawanie siedmiu zapachów podstawowych (analogicznych do trzech podstawowych barw).

## Życiorys
John E. Amoore urodził się w 28 kwietnia 1930 w Matlock (Wielka Brytania). Studia w dziedzinie biochemii ukończył w 1952 w Oxford University. W tej samej uczelni uzyskał doktorat w 1958. W latach 1963–1978 kontynuował badania w laboratorium Departamentu Rolnictwa USA (USDA, Western Utilization Research and Development Division, Albany, Kalifornia). Z tego okresu pochodzi większość opublikowanych prac naukowych.
W okresie 1979 - 1998 pracował w utworzonym przez siebie prywatnym komercyjnym laboratorium chemicznym Olfacto-Labs (El Cerrito, Kalifornia), zajmującym się również badaniami fizycznymi i biologicznymi. Równocześnie współpracował, jako konsultant, z różnymi zespołami badawczymi, publikując kolejne artykuły naukowe.

## Tematyka pracy naukowej
Najbardziej popularne publikacje J.E. Amoore'a dotyczyły tzw. "stereochemicznej teorii percepcji zapachu". Koncepcja została opublikowana po raz pierwszy w 1952.

Trzy "gniazdka receptorowe" J.E.Amoore'a

W pierwszym okresie badań J.E. Amoore dokonał przeglądu piśmiennictwa chemicznego, poszukując informacji o zapachu różnych związków chemicznych. Analizował podobieństwo struktury (cech sterochemicznych) cząsteczek, których zapach był jednakowo określany. Wyodrębnił 7 woni, uznanych za podstawowe: kamforową, piżmową, kwiatową, miętową, eteryczną, ostrą i gnilną. W poszczególnych grupach zaobserwował podobieństwo kształtu cząsteczek (cieni rzucanych przez ich modele kulowe). Na tej podstawie stwierdził, że związki są odróżniane węchem dzięki siedmiu różnym receptorom zapachów podstawowych w komórkach nerwowych nabłonka węchowego. Analogiczny mechanizm jest znany jako model klucza i zamka, powszechnie stosowany w biologii strukturalnej, oparty na ogólnej zasadzie komplementarności struktur. Amoore uznał, że charakterystyczną cechą siedmiu różnych chemoreceptorów węchowych jest istnienie "gniazdek", których kształt i wielkość odpowiadają kształtom i wymiarom cząsteczek odorantów.
J.W. Moncrieff, w książce The Chemical Senses (wyd. 3, 1967), negatywnie zaopiniował tę koncepcję, jako zbyt uproszczoną i słabo udokumentowaną.
Przewidywania J.W.Moncrieffa, że koncepcja szybko zostanie zapomniana, nie spełniły się. J.E.Amoore opisał swoją hipotezę w dwóch książkach, wydanych w latach 1970 i 1977. 
Kontynuował też poszukiwania możliwości doświadczalnego potwierdzenia jej słuszności, stosując udoskonalone techniki badawcze.
W 1970 zostały opublikowane wyniki badań wykonanych z użyciem kamery cyfrowej, rejestrującej obrazy obracających się modeli cząsteczek. Zbiory danych z kamery były porównywane ze zbiorami wyników sensorycznych ocen rodzaju zapachu. Oceniano zapach kwasu izowalerianowego oraz jego homologów i izomerów, uznany za jeden z zapachów podstawowych. 
Stwierdzono, że współczynnik korelacji między oboma zbiorami danych jest dość wysoki (wynosi 0,8). Planowano wykonanie podobnych badań dla innych 20 – 30 grup związków. Badania nie zostały zakończone.
Za drugą możliwość doświadczalnego potwierdzenia hipotezy, dotyczącej liczby i rodzaju zapachów podstawowych, John E. Amoore uznał analizę częstości występowania selektywnej anosmii, związanej z brakiem określonych chemoreceptorów. Opracował techniki badań tych zjawisk, a ich wyniki systematycznie publikował. Liczne informacje, dotyczące wartości progów wyczuwalności zapachu wielu związków chemicznych, zgromadzone w celu weryfikacji teorii, analizował nie tylko z tego punktu widzenia. Publikował zestawienia progów wyczuwalności i najwyższych dopuszczalnych stężeń zanieczyszczeń powietrza, pozwalające określać "klasy bezpieczeństwa zapachowego".